# Incydent w Cieśninie Kerczeńskiej

Schemat starcia (w języku ukraińskim, godziny wg czasu kijowskiego)

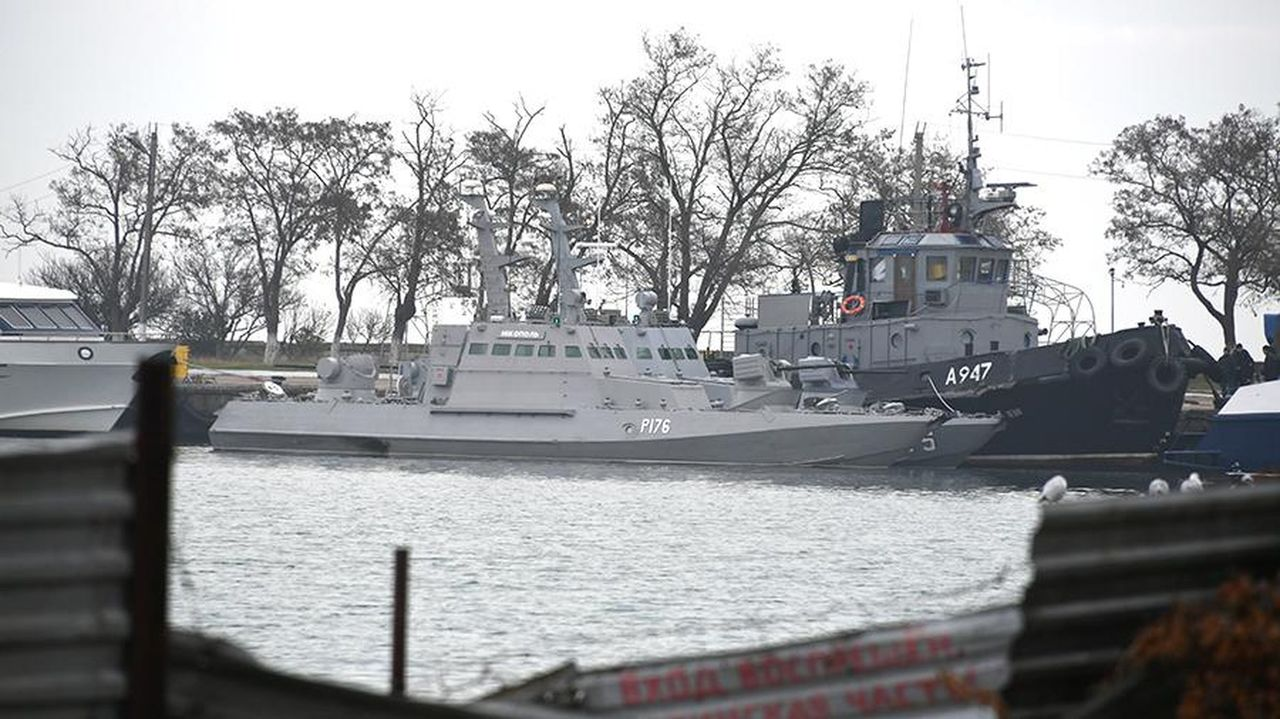
„Berdiansk” przetrzymywany w Kerczu, 27 listopada 2018

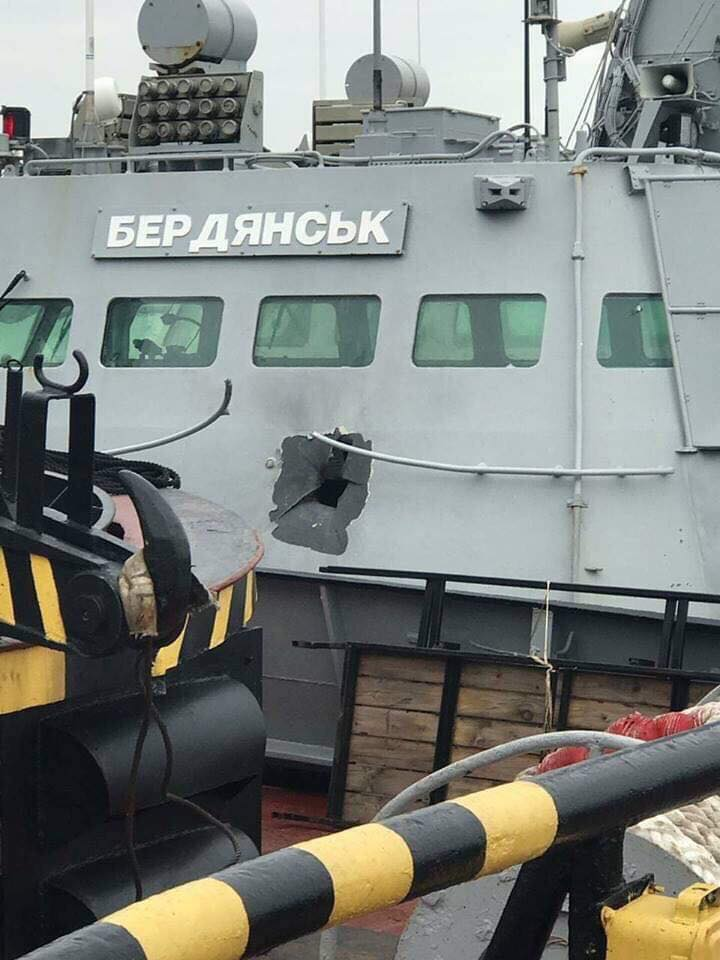
Dziura od rosyjskiego pocisku w kadłubie „Berdianska”

Incydent w Cieśninie Kerczeńskiej – starcie militarne, które miało miejsce 25 listopada 2018 roku, kiedy okręty Marynarki Wojennej Ukrainy próbowały wpłynąć przez Cieśninę Kerczeńską z Morza Czarnego na Morze Azowskie. U wejścia do cieśniny zostały zatrzymane przez rosyjski tankowiec, zagradzający przejście pod Mostem Krymskim, a następnie zaatakowane przez siły Służby Pogranicznej Federalnej Służby Bezpieczeństwa i Marynarki Wojennej Federacji Rosyjskiej.
Wszystkie trzy ukraińskie okręty zostały przejęte przez Rosjan. Do niewoli trafiło 24 marynarzy, z których 6 zostało rannych w czasie ostrzału. Holownik „Jany Kapu” został przy tym poważnie uszkodzony.
W odpowiedzi na kryzys w Cieśninie Kerczeńskiej prezydent Ukrainy Petro Poroszenko zwołał w nocy z 25 na 26 listopada nadzwyczajne posiedzenie Rady Bezpieczeństwa Narodowego i Obrony w celu tymczasowego wprowadzenia stanu wojennego, który zatwierdziła Rada Najwyższa Ukrainy wieczorem 26 listopada. Był to najpoważniejszy kryzys w stosunkach rosyjsko-ukraińskich od początku 2015 roku.

## Przebieg wydarzeń
25 listopada 2018 roku okręty Marynarki Wojennej Ukrainy w składzie dwóch małych opancerzonych kanonierek „Berdiansk” i „Nikopol” oraz holownika „Jany Kapu” przeprowadzały planowane przejście z portu w Odessie do portu w Mariupolu nad Morzem Azowskim. Zgodnie ze standardami międzynarodowymi, w celu zapewnienia bezpieczeństwa żeglugi, strona ukraińska poinformowała wcześniej Rosjan o planowanej trasie. Jednak – niezgodnie z Konwencją NZ o prawie morza oraz umową bilateralną między Ukrainą i Federacją Rosyjską o współpracy w eksploracji Morza Azowskiego i Cieśniny Kerczeńskiej z 2003 roku – okręty patrolowe straży granicznej FSB („Don”, „Szmaragd”, „Mangusta” i „Sobol”) oraz korwety „Suzdalec” z rosyjskiej Floty Czarnomorskiej dokonały blokady, a następnie zbrojnego ataku wymierzonego w okręty Marynarki Wojennej Ukrainy.
Przebieg wydarzeń 25 listopada (wszystkie godziny podane wg czasu ukraińskiego, tj. UTC+3):
- 3:58 – mała opancerzona kanonierka Marynarki Wojennej Ukrainy „Berdiansk” skontaktowała się ze stacją nadmorską straży granicznej FSB oraz portem morskim w Kerczu i portem Kaukaz na półwyspie Czuszka w celu spełnienia międzynarodowych standardów bezpieczeństwa żeglugi oraz zgłosiła zamiar przejścia przez Cieśninę Kerczeńską. Informacje te dotarły do Rosjan, ale nie udzielono na nie odpowiedzi;
- 4:07 – zanotowano rozmowę pomiędzy kontrolerem portu w Kerczu „BEREG-23”, a okrętem patrolowym rosyjskiej Floty Czarnomorskiej „Suzdalec” w sprawie wykrycia okrętów Marynarki Wojennej Ukrainy. Do tego czasu dyspozytorzy z portów Kercz i Kaukaz nie odpowiedzieli na wezwania ukraińskich okrętów;
- 5:15 – rosyjski okręt patrolowy „Don” staranował ukraiński holownik „Jany Kapu”, uszkadzając mu główny silnik, kadłub i poszycie, co doprowadziło do jego unieruchomienia. Utracono także łódź ratunkową[2][3].
- 13:12 – odnotowano atak dwóch śmigłowców szturmowych Sił Zbrojnych Federacji Rosyjskiej Ka-52, które wystrzeliły dwie rakiety w stronę ukraińskich okrętów; „Ogień prowadzono bezpośrednio po kabinie, w której przebywali ukraińscy marynarze” – powiedział wiceprzewodniczący SBU Ołeh Frołow[4];
- 13:42 – według informacji z kontroli ruchu w porcie Kercz ruch w obie strony na przejściu pod Mostem Krymskim jest blokowany przez uszkodzony tankowiec ustawiony bokiem – wzdłuż mostu (informacja ta nie jest jeszcze potwierdzona przez międzynarodowy system kontroli nawigacji). Zablokowania dokonał tankowiec NEYMA (IMO: 8895528), którego właścicielem jest rosyjska spółka z ograniczoną odpowiedzialnością „Metida”, obecnie w likwidacji[5];
- 13:50 – Cieśninę Kerczeńską swobodnie przekroczył trałowiec rosyjskiej Floty Czarnomorskiej „Admirał Zacharin” i dwie łodzie typu „Raptor” straży granicznej FSB. Ich przejściu nie przeszkodził rzekomo uszkodzony tankowiec, który ustawił się wzdłuż cieśniny[6];
- 19:00 – po rozpoczęciu odwrotu grupy okrętów Marynarki Wojennej Ukrainy z Cieśniny Kerczeńskiej na południe, rosyjskie okręty patrolowe rozpoczęły pościg i postawiły żądanie zatrzymania się pod groźbą użycia broni. Ponadto pojawiła się informacja o przerzuceniu oddziału rosyjskiego Specnazu na okręt straży granicznej FSB „Don” z zadaniem dokonania abordażu;
- 20:28 – po opuszczeniu strefy 12 mil morskich (wód przybrzeżnych) straż graniczna FSB otworzyła ogień do ukraińskich okrętów. Od ognia z okrętu patrolowego „Szmaragd” została trafiona kanonierka „Berdiansk”. Zgodnie z wnioskami z ekspertyzy balistycznej, łódź została trafiona także pociskiem przeciwpancernym śmigłowca rosyjskiej marynarki wojennej Ka-52[7]. Uszkodzony okręt zszedł z kursu[8][9];
- 21:20 – według informacji operacyjnych kanonierki „Berdiansk” i „Nikopol” zostały trafione przez ogień wroga i zepchnięte z kursu. Również „Jany Kapu” musiał się zatrzymać. Okręty zostały zajęte przez rosyjskie oddziały specjalne. Pojawiły się też informacje o dwóch rannych ukraińskich marynarzach[10];
- 22:20 – w przypadku „Nikopolu” poprzednia informacja ulega zmianie – łódź została zablokowana, ale nie uszkodzona.

26 listopada szef straży granicznej FSB na Krymie Anton Łozowyj powiadomił, że przechwycone ukraińskie okręty zostały przetransportowane do portu w Kerczu. Również rano ukazały się zdjęcia tych statków w Kerczu. Nieco później pojawiły się zdjęcia rosyjskich żołnierzy zakrywających te okręty za pomocą siatek maskujących.

## Straty stron
Ukraina: w wyniku starcia wojska rosyjskie opanowały ukraiński holownik i dwie kanonierki. Przechwycone przez Rosjan okręty zostały odholowane do Kerczu. Rosjanie pojmali 23 ukraińskich marynarzy. Według danych Marynarki Wojennej Ukrainy sześciu marynarzy zostało rannych, z czego dwóch ciężko. Rosjanie poinformowali, że udzielili pomocy medycznej rannym jeńcom, a ich stan ocenili jako stabilny.
Ranni marynarze:
- Artemenko Andrij A. (ur. 31 marca 1994 roku w Nowoukraince)
- Sroka Jarosław Wiktorowycz (ur. 11 kwietnia 1991 roku w Odessie)
- Еjdеr Andrij Dmytrowycz (ur. 20 grudnia 1999 roku w Odessie)

Rosja: prorosyjskie źródła doniosły, że po zderzeniu co najmniej dwa okręty patrolowe, „Don” i „Szmaragd”, będą wymagały napraw.

## Reakcje
- Ukraina:
  - о 12:27 ukraińskie MSZ wydało oświadczenie, że prowokacyjne działania Federacji Rosyjskiej na Morzu Czarnym i Morzu Azowskim stanowią przekroczenie kolejnej granicy i stały się działaniami agresywnymi[20][21],
  - prezydent Ukrainy Petro Poroszenko wezwał sojuszników Ukrainy do jej obrony i zjednoczenia się przeciw rosyjskiej agresji[22],
  - wieczorem 25 listopada pod ambasadą Rosji na Ukrainie zaczęli się zbierać demonstranci, którzy obrzucili budynek petardami[23];
- Rosja:
  - minister spraw zagranicznych Rosji Siergiej Ławrow nazwał incydent prowokacją, która została przeprowadzona „pod bezpośrednim rozkazem najwyższego kierownictwa Ukrainy”. Oskarżył Ukrainę o naruszenie rosyjskich granic i prawa międzynarodowego, w tym Konwencji Narodów Zjednoczonych o prawie morza. Ławrow uważa, że strona ukraińska spodziewa się skorzystać z tego incydentu i uzyskać wsparcie ze strony Stanów Zjednoczonych i Europy. Wezwał także Zachód do „uspokojenia” Ukrainy i dodał, że Rosja nie jest zaniepokojona ewentualnymi sankcjami z powodu incydentu w Cieśninie Kerczeńskiej[24],
  - rzecznik prasowy prezydenta Rosji Dmitrij Pieskow nazwał incydent bardzo niebezpieczną prowokacją, która wymaga szczególnej uwagi i rozpatrzenia[25];
- ONZ: о 02:15 26 listopada przedstawicielka USA przy ONZ Nikki Haley powiadomiła, że o 18:00 Rada Bezpieczeństwa ONZ odbędzie nadzwyczajne spotkanie w sprawie agresji Rosji przeciwko Ukrainie na Morzu Azowskim[26];
- NATO: 25 listopada rzecznika NATO Oana Lungescu oznajmiła, że „NATO ściśle monitoruje rozwój sytuacji na Morzu Azowskim i w Cieśninie Kerczeńskiej oraz pozostaje w kontakcie z władzami ukraińskimi”, a także żąda „powściągliwości i deeskalacji”;
- Unia Europejska: wieczorem 25 listopada UE wezwała Rosję do powstrzymania eskalacji sytuacji na Morzu Azowskim i do otwarcia Cieśniny Kerczeńskiej dla swobodnego przepływu statków[27][28];
- OBWE: 26 listopada Włochy – przewodniczące OBWE – na wniosek Delegacji Ukrainy przy OBWE zwołały nadzwyczajne posiedzenie Rady Stałej OBWE w Wiedniu w celu omówienia eskalacji konfliktu między Rosją a Ukrainą na Morzu Azowskim[29][30];
- Stany Zjednoczone:
  - republikański kongresman i współprzewodniczący ukraińskiej grupy roboczej Kongresu, Brian Fitzpatrick, wezwał Rosję do natychmiastowego wznowienia swobody żeglugi przez Cieśninę Kerczeńską, pozwalając ukraińskim statkom swobodnie korzystać z ukraińskich portów. Nalegał też, by prezydent USA i jego administracja nie ignorowali agresywnych działań Rosji przeciwko Ukrainie i wezwał do pociągnięcia do odpowiedzialności prezydenta Rosji Władimira Putina na szczycie G20, który odbędzie się w grudniu 2018 roku[31],
  - specjalny przedstawiciel Departamentu Stanu, Kurt Volker, powiedział: „Rosja staranowała ukraiński statek, który pokojowo udawał się do ukraińskiego portu. Rosja przejmuje statki i ich załogi, a potem oskarża Ukrainę o prowokację?”[32],
- Niemcy: przewodniczący Komisji Spraw Zagranicznych niemieckiego Bundestagu Norbert Röttgen powiedział, że eskalacja napięcia na Morzu Azowskim dowodzi braku zainteresowania ze strony Rosji znalezienia sposobów pokojowego rozwiązania konfliktu z Ukrainą[33]. Wiceminister spraw zagranicznych, sekretarz stanu w Ministerstwie Spraw Zagranicznych Niemiec ds. Europejskich, Michael Rot powiedział, że sytuacja jest wyjątkowo niebezpieczna, a Rosja powinna zagwarantować wolny dostęp do ukraińskich portów na Morzu Azowskim[34];
- Kanada: kanadyjskie Ministerstwo Spraw Zagranicznych wydało oświadczenie na Twitterze potępiające agresywne działania Rosji wobec Ukrainy i wzywające do pilnego zwrotu przechwyconych okrętów[35];
- Polska: polskie MSZ potępiło agresywne działania Rosjan i wezwało władze do poszanowania prawa międzynarodowego. Polska wezwała także obie strony do „zachowania powściągliwości w obecnej sytuacji, która mogłaby zagrozić stabilności bezpieczeństwa europejskiego”[36][37]. 26 listopada prezydent Polski Andrzej Duda odbył rozmowę telefoniczną z prezydentem Ukrainy Petro Poroszenką. W rezultacie wspólnie wezwali Unię Europejską do zintensyfikowania sankcji wobec Rosji[38];
- Litwa: prezydent Litwy Dalia Grybauskaitė potępiła agresję Federacji Rosyjskiej wobec Ukrainy na Morzu Azowskim i zauważyła, że przejęcie ukraińskich okrętów przez Rosję było pogwałceniem prawa międzynarodowego i zobowiązań Rosji[39]. Minister spraw zagranicznych Litwy Linas Linkevičius podkreślił, że takie działania Rosji osłabiają bezpieczeństwo całego regionu[40];
- Norwegia: ambasador Norwegii na Ukrainie Ole Terje Horpestad podczas Międzynarodowej Konferencji Antykorupcyjnej w Kijowie wyraził zaniepokojenie sytuacją na Morzu Azowskim i dodał, że Norwegia popiera terytorialną integralność i suwerenność Ukrainy oraz potępia nielegalną okupację Krymu przez Federację Rosyjską[41];
- Dania: minister spraw zagranicznych Danii Anders Samuelsen wezwał Rosję do wznowienia bezkolizyjnego przejścia przez Cieśninę Kerczeńską i zadeklarował, że Dania w pełni popiera Ukrainę[42];
- Gruzja: minister spraw zagranicznych Gruzji David Zalkaliani wyraził poparcie dla Ukrainy[43];
- działania Rosji zostały potępione także przez:  Rumunię[44],  Łotwę[45]  Estonię[46],  Szwecję[47] i  Australię[48].

## Konsekwencje

### Polityczne

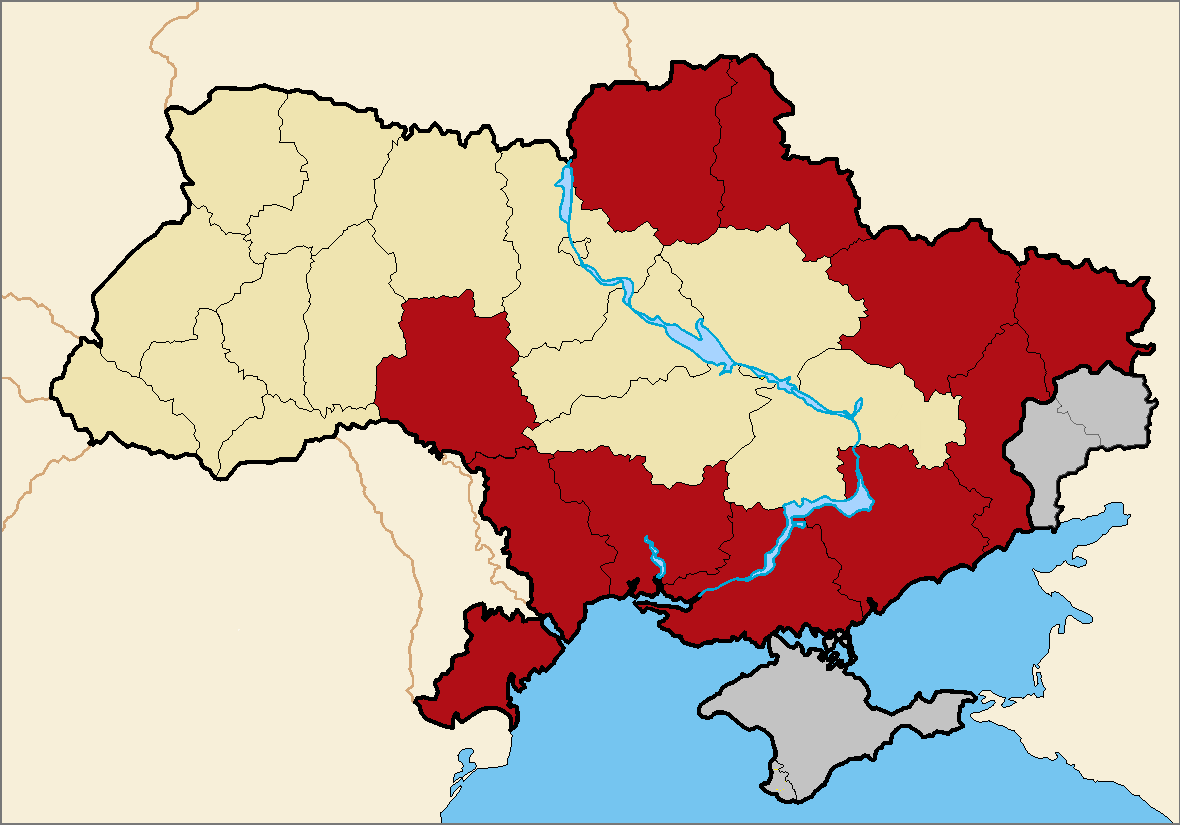
Na czerwono zaznaczone obwody Ukrainy, w których wprowadzono stan wojenny po incydencie w Cieśninie Kerczeńskiej

Po incydencie zostało zwołane nadzwyczajne posiedzenie ukraińskiej Rady Bezpieczeństwa Narodowego i Obrony, na którym przedyskutowano propozycję prezydenta  Ukrainy Petra Poroszenki w sprawie wprowadzenia stanu wojennego na 60 dni. Przewodniczący Rady Najwyższej Ukrainy Andrij Parubij zwołał na poniedziałek 26 listopada o 16:00 czasu ukraińskiego nadzwyczajne posiedzenie parlamentu, na którym to posiedzeniu została przyjęta prezydencka propozycja wprowadzenia stanu wojennego na 30 dni w obwodach kraju graniczących z Rosją, Krymem, wybrzeżem Morza Azowskiego i Czarnego lub Naddniestrzem (gdzie stacjonują wojska rosyjskie), czyli: donieckim, ługańskim, charkowskim, sumskim, czernihowskim, zaporoskim, chersońskim, mikołajowskim, odeskim i winnickim.
Ukraina zwróciła się do ONZ z żądaniem natychmiastowego zwołania posiedzenia Rady Bezpieczeństwa ONZ. Również na żądanie Ukrainy zostało zwołane posiedzenie Rady Stałej OBWE.

### Wojskowe
26 listopada Siły Zbrojne Ukrainy i Służba Bezpieczeństwa Ukrainy zostały postawione w stan pełnej gotowości bojowej. Na intensywny tryb służby przeszła policja i straż graniczna.

### Ekonomiczne
- Ukraina: z powodu zbrojnego incydentu w Cieśninie Kerczeńskiej i możliwości wprowadzenia stanu wojennego, akcje ukraińskich firm na międzynarodowych giełdach zaczęły spadać. Na przykład rano 26 listopada akcje Ferrexpo na Londyńskiej Giełdzie Papierów Wartościowych spadły o 2,14% do 1,871 funta; kurs akcji Kernela notowanych na Giełdzie Papierów Wartościowych w Warszawie spadł o 1,44% do 54,7 zł za jedną akcję[58]. Również te wydarzenia doprowadziły do spadku notowań euroobligacji na Ukrainie. Rankiem 26 listopada euroobligacje Ukraina-32 spadły o 1,295 punktu procentowego, do 80,043% wartości nominalnej, Ukraina-24 o 1,177 punktu, do 90,158% wartości nominalnej, a Ukraina-25 o 1,158 punktu procentowego, do 88,427% wartości nominalnej[59];
- Rosja: w związku z przejęciem przez Rosję ukraińskich okrętów, rosyjski rubel na Moskiewskiej Giełdzie Papierów Wartościowych 26 listopada spadł w stosunku do dolara o 22,75 rubla do poziomu 66,42 rubla za dolara, a wobec euro o 35,75 rubla do poziomu 75,41 rubla za euro[60]. Spadły również akcje rosyjskich firm – Sbierbanku, Łukoilu, Gazpromu, Aerofłotu i innych[61].

## Epilog
7 września 2019 roku wszyscy ukraińscy marynarze powrócili na Ukrainę w ramach wymiany jeńców. 18 listopada 2019 roku Rosja oddała Ukrainie przechwycone okręty, w bardzo złym stanie technicznym i ograbione z całego wyposażenia.